# ビスカヤ・アレナ
ビスカヤ・アレナ(Bizkaia Arena)は、スペイン・バスク州ビスカヤ県のビルバオ都市圏（バラカルド）にある屋内アリーナ。ビルバオ・エキシビション・センター(BEC)の一部であり、2004年に完成した。
スペイン最大の多目的ホールであり、最高で26,000人を収容することができる。スポーツ興行の大半では最高収容人数が18,640人となる。バスケットボールの試合が開催されることが多く、バスケットボールでは最高収容人数が15,414人となる。

## 歴史

### バスケットボール
バスク州ビスカヤ県ビルバオを本拠地とするCBビルバオ・ベリーは長らくパベリョン・ムニシパル・デ・デポルテス・ラ・カシーリャをホームアリーナとしていたが、ラ・カシーリャは1967年に完成した古い体育館であり、バスケットボールの試合時の最大収容人数は5,440人でしかなかった。2004年11月にビルバオ都市圏のバラカルドに最大収容人数15,414人のビスカヤ・アレナが完成すると、ビルバオ・ベリーは2007-08シーズンと2008-09シーズンの一部のホームゲームをビスカヤ・アレナで開催し、2009-10シーズンにはビスカヤ・アレナを単独のホームアリーナとした。2009-10シーズンのコパ・デル・レイではファイナル8がビスカヤ・アレナで開催されている。
2010-11シーズンにはビルバオ市街地中心部にビルバオ・アレナが完成したため、2010年にはビルバオ・ベリーはホームアリーナをビスカヤ・アレナからビルバオ・アレナに移し、大半のホームゲームをビルバオ・アレナで行っている。ビルバオ・アレナはビスカヤ・アレナより観客収容人数が少なく、バスケットボールの試合開催時の最大収容人数が10,114人であるため、多くの観客が見込めるレアル・マドリード戦、FCバルセロナ戦、サスキ・バスコニア戦、サン・セバスティアン・ギプスコアBC戦の4試合はビスカヤ・アレナを使用している。サスキ・バスコニア戦ではリーガACB史上最高記録の観客数15,414人を記録したことがある。
2013年10月6日にはNBAのフィラデルフィア・セブンティシクサーズとビルバオ・ベリーのプレシーズンマッチが開催され、13,583人の観客を集めた。
2014年8月-9月にスペインで開催された2014年FIBAバスケットボール・ワールドカップでは、パラシオ・デ・デポルテス（マドリード）、パラウ・サン・ジョルディ（バルセロナ）、パラシオ・ムニシパル・デ・デポルテス・サン・パブロ（セビリア）、パラシオ・ムニシパル・デ・デポルテス・デ・グラナダ（グラナダ）、グラン・カナリア・アレナ（ラス・パルマス・デ・グラン・カナリア）のアリーナとともに6つの会場のひとつとなった。アメリカ代表やトルコ代表を含むグループCの15試合が行われ、9月4日にはウクライナ代表対アメリカ代表の試合はアリーナ記録の15,483人の観客数を記録した。

### その他
国際的なポップ/ロックミュージシャンのコンサートが行われることがある。オペラ、ディズニー・オン・アイス、政治的イベント、宗教的イベントが開催されたこともある。